# Надеждин, Николай Иванович
Никола́й Ива́нович Наде́ждин (5 (17) октября 1804 — 11 (23) января 1856) — русский учёный, критик, философ и журналист, этнограф, знаток раскола церкви и её истории. Действительный статский советник, профессор Московского университета.

## Ранние годы
Родился 5 (17) октября 1804 года в семье сельского священника. Окончил Рязанское духовное училище (1815), Рязанскую духовную семинарию (1820) и Московскую духовную академию (1824) со степенью магистра. После окончания академии был назначен профессором словесности и немецкого языка в Рязанскую духовную семинарию; также исполнял в ней должность библиотекаря.
В 1826 году подал прошение об отставке, вышел из духовного звания и переехал в Москву, где познакомился с профессором-медиком Ю. Е. Дядьковским, а через него — с редактором «Вестника Европы» и профессором Московского университета М. Т. Каченовским. С этого знакомства начался новый этап в жизни Н. И. Надеждина.

## Начало литературной и научной деятельности
В 1828 году «Вестник Европы» напечатал первые статьи Надеждина «С Патриарших прудов»: «Литературные опасения за будущий год» и др., — за подписью Никодим Надоумко. В 1831 году Надеждин основал журнал «Телескоп», в котором также публиковал критику. Эта деятельность продолжалась до 1836 года, когда за публикацию «Философических писем» П. Я Чаадаева «Телескоп» был закрыт, а сам Николай Иванович сослан в Усть-Сысольск, затем в Вологду. Этим закончилась деятельность его как критика и публициста.
В 1830 году Надеждин защитил в Московском университете диссертацию на латинском языке о романтической поэзии «De origine, natura et fatis poeseos, quae romantica audit», за которую получил степень доктора этико-филологических наук и с декабря 1831 года по июнь 1835 года, в качестве ординарного профессора Московского университета по кафедре теории изящных искусств и археологии, читал курсы: «Теория изящных искусств», «Археология, или История изящных искусств по памятникам», «Логика». Одновременно преподавал логику, российскую словесность и мифологию в Московской театральной школе.

## Философия Надеждина
Взгляды Николая Ивановича были противоречивы. С одной стороны, он был убеждённым монархистом и противником революций. С другой — выступал за демократизацию образования. Он критиковал субъективный идеализм и агностицизм. По его мнению, высшим этапом философии была «философия тождества» Шеллинга за счёт её вещественности и попыток опереться на опыт. Философия Шеллинга в целом и его учение о противоречивости в частности оказали на Надеждина большое влияние. Он стремился рассмотреть борьбу и примирение противоборствующих начал во всех сферах жизни.

## Служба в Министерстве внутренних дел
С 1838 года служил в Министерстве внутренних дел Российской империи в Санкт-Петербурге. Был чиновником особых поручений при министре, затем состоял по Редакции министерства.
В 1843 году Николай Иванович стал редактором «Журнала Министерства Внутренних дел». В 1845 году Надеждин опубликовал, взяв за основу одноимённый труд В. И. Даля, монографию «Исследование о скопческой ереси», а в 1846 — записку «О заграничных раскольниках»; обе этих работы были результатом официальных поручений Министерства. Для журнала он также писал статьи по этнографическому, статистическому и географическому изучению России; министр Л. А. Перовский уважал его и консультировался у него по религиозно-бытовым и историческим вопросам. Надеждин одним из первых научно сформулировал задачи этнографии, которые представил в статье «Об этнографическом изучении народности русской» («Записки РГО». — 1847. — Кн.2).
В 1851 году был пожалован чином действительного статского советника.

## Деятельность в Русском географическом обществе
В 1848 году Николай Иванович стал председательствующим в отделении этнографии Русского географического общества. Также он был редактором «Географических Известий» и «Этнографического Сборника». Надеждин написал несколько трудов по исторической географии, вместе с К. Д. Кавелиным отстаивал идею об организации массовой работы по изучению России и русского народа. По замыслу Николая Ивановича необходимо было разослать на места для заполнения самими жителями формы описаний местности, в которой они проживают, что и было сделано. С конца 1840-х годов в Географическое общество стали поступать описания городов, сёл, приходов и т. д. Интерес в обществе эта программа вызвала колоссальный, из многих губерний приходили запросы на дополнительные экземпляры для заполнения. Эта программа принесла Географическому обществу много новых данных.
В представленной в 1842 году в Журнал Министерство народного просвещения «Записке» о путешествии по славянским землям, Надеждиным высказана мысль, что «начала нашей исторической жизни связаны с Карпатами и Дунаем». В 1846 году, читая речь «Об этнографическом изучении народности русской», Надеждин представил современную картину русского мира на Карпатах и, ввиду существования Руси вне России, поставил научному обществу задачу полного и всестороннего изучения того, «что делает Россию Россией».
Похоронен под Смоленской церковью на Смоленском православном кладбище.

## Основные сочинения
- Надеждин Н. И. Опыт исторической географии русского мира. СПб., 1837. (Библиотека для чтения. Т. 22. Ч. 2).
- Надеждин Н. И. Литературная критика. Эстетика. / Вступ. ст. и коммент. Ю. В. Манна. — М., 1972.
- Надеждин Н. И. Сочинения в 2 т. (в одной книге). Т. 1. Эстетика. Т. 2. Философия / Под общ. ред. З.А. Каменского; Ин-т философии РАН. СПб.: РХГИ, 2000. 976 с.

## Рекомендуемая литература
- Попрыгин Р. «Соединяя полезное с приятным» (Н. И. Надеждин как популяризатор литературы) // Акценты : альманах. — Воронеж, 2008. — Вып. 3—4. — С. 47—53. — ISBN 5-900955-02-8. Архивировано 5 февраля 2016 года.
- Прийма Ф. Я. Н. И. Надеждин и славяне // Славянские литературные связи: Сборник науч. статей / Отв. ред. акад. М. П. Алексеев; Институт русской литературы (Пушкинский дом) АН СССР. — Л.: Наука. Ленингр. отд-ние, 1968. — С. 5—28. — 288 с. — 3100 экз.
- А. Красилин «Н. И. Надеждин и журнал Телескоп» // Литературный журнал «Рефлексия Абсурда». — № 5. — 2014